# Зіна (Нью-Йорк)
Зіна (англ. Zena) — переписна місцевість (CDP) в США, в окрузі Ольстер штату Нью-Йорк. Населення — 1038 осіб (2020).

## Географія
Зіна розташована за координатами 42°1′16″ пн. ш. 74°5′8″ зх. д. / 42.02111° пн. ш. 74.08556° зх. д. (42.020978, -74.085504).  За даними Бюро перепису населення США в 2010 році переписна місцевість мала площу 7,60 км², уся площа — суходіл.

## Демографія
Згідно з переписом 2010 року, у переписній місцевості мешкала 1031 особа в 447 домогосподарствах у складі 294 родин. Густота населення становила 136 осіб/км².  Було 535 помешкань (70/км²).
Расовий склад населення:
| - 94,6 % — білих - 2,3 % — азіатів - 1,2 % — чорних або афроамериканців |

До двох чи більше рас належало 1,7 %. Частка іспаномовних становила 2,5 % від усіх жителів.
За віковим діапазоном населення розподілялося таким чином: 19,9 % — особи молодші 18 років, 58,0 % — особи у віці 18—64 років, 22,1 % — особи у віці 65 років та старші. Медіана віку мешканця становила 51,1 року. На 100 осіб жіночої статі у переписній місцевості припадало 92,4 чоловіків;  на 100 жінок у віці від 18 років та старших — 93,4 чоловіків також старших 18 років.
Середній дохід на одне домашнє господарство  становив 116 407 доларів США (медіана — 87 480), а середній дохід на одну сім'ю — 128 751 долар (медіана — 106 406). За межею бідності перебувало 2,1 % осіб, у тому числі 2,5 % дітей у віці до 18 років та 2,8 % осіб у віці 65 років та старших.
Цивільне працевлаштоване населення становило 763 особи. Основні галузі зайнятості: освіта, охорона здоров'я та соціальна допомога — 34,6 %, фінанси, страхування та нерухомість — 15,3 %, науковці, спеціалісти, менеджери — 11,8 %, роздрібна торгівля — 10,2 %.